# Isworischte
Isworischte (auch Izvorishte geschrieben, bulgarisch Изворище) ist ein Dorf in der Gemeinde und gleichnamigen Provinz/Oblast Burgas im Südosten Bulgariens. Jährlich wird am 16. Mai das Dorffest gefeiert.
Isworischte liegt im Balkangebirge rund 20 km nördlich vom Gemeindezentrum Burgas. Nachbarorte sind die Gemeindedörfer Miroljubowo (ca. 7 km nordwestlich), Brjastowez (ca. 3 km südöstlich) und Banewo (ca. 6 km südlich). Der Verkehrsbetrieb der Stadt Burgas, Burgasbus unterhält regelmäßige Verbindungen nach Isworischte.